# Idles
Idles è un comune dell'Algeria, situato nella provincia di Tamanrasset.